# Josiane Soloniaina
Josiane Patricia Soloniaina Andrianirinamalala (ur. 25 kwietnia 1978) – madagaskarska zapaśniczka walcząca w stylu wolnym. Olimpijka z Londynu 2012, gdzie zajęła piętnaste miejsce w kategorii 72 kg.
Osiemnasta na mistrzostwach świata w 2002. Brązowa medalistka igrzysk afrykańskich w 2003. Mistrzyni igrzysk oceanu indyjskiego w 2007. Wicemistrzyni Afryki w 2008 i trzecia w 2012 roku.